# Giniel de Villiers
Giniel de Villiers (Robertson, 25 de marzo de 1972) es un piloto de rally sudafricano. Ganó el Rally Dakar de 2009 al volante de un Volkswagen Race Touareg 2.

## Carrera deportiva
Su carrera como piloto se inició en competiciones de turismos, disciplina en la cual se erigió campeón de Sudáfrica en cuatro ocasiones, entre los años 1997 y 2000, con un Nissan Primera oficial. En 2001 se pasó a las competiciones de campo a través, consiguiendo ser también campeón de su país.
En 2003, pilotando un Nissan, logró adjudicarse el Rally de Marruecos y finalizar 5º en el Rally Dakar, resultando que mejoraría en 2005 al terminar en 4º lugar. A mediados de 2005, fichó por el equipo Volkswagen Motorsport, siendo 2º en el Rally de Marruecos y en el Rally de Oriente.
El año 2006 lo comienza terminando 2º en el Rally Dakar. El mismo resultado repetiría en el Rally de Túnez, así como la victoria final en el Rally Transibérico y en el de Marruecos. En 2007 vuelve a ganar el Rally de Marruecos, es 3º en el UAE Desert Challenge y finaliza en 2ª posición en la Copa del Mundo de campo a través de la FIA. En 2008 se impone en el Rally dos Sertões y acaba 4º en el PAX Rally, perteneciente a las Dakar Series.
En 2009 logra el que es su mayor triunfo hasta el momento, al imponerse en el Rally Dakar junto a su copiloto Dirk von Zitzewitz, pilotando un Volkswagen Race Touareg 2, llevando así a la marca alemana a convertirse en el primer coche de motor diésel ganador del famoso rally. Se mantuvo con la marca alemana hasta el retiro de esta en 2011, año en el que finalizó segundo detrás de su compañero Nasser Al-Attiyah.
Desde 2012, de Villiers compite con Toyota. Con ellos, ha logrado varios triunfos en etapas y ha finalizado entre los diez mejores en todas ellas, incluyendo cnco podios. En 2025, en su 22.ª participación, puso fin a su racha récord de efectividad en el Dakar, ya que nunca antes había abandonado. En esa edición, el sudafricano debió retirarse debido a una onmoción cerebral sufrida por su navegante, Dirk von Zitzewitz.

## Palmarés
| Año  | Título                                   | Categoría |
| ---- | ---------------------------------------- | --------- |
| 2003 | Rally Raid de Marruecos                  | Coches    |
| 2006 | Rally Raid de Marruecos                  | Coches    |
| 2007 | Rally Raid de Marruecos                  | Coches    |
| 2008 | Rally dos Sertões                        | Coches    |
| 2009 | Rally Dakar                              | Coches    |
| 2017 | Kalahari Botswana Toyota 1000 Rally      | Coches    |
| 2018 | Kalahari Botswana Toyota 1000 Rally      | Coches    |
| 2019 | Rally Raid de Marruecos                  | Coches    |
| 2022 | South African Cross-Country Championship | Coches    |

## Resultados

### Rally Dakar
| Año     | Clase            | Vehículo         | Posición         | Victorias en etapa |
| ------- | ---------------- | ---------------- | ---------------- | ------------------ |
| 2003    | Coches           | Nissan           | 5.º              | -                  |
| 2004    | Coches           | Nissan           | 7.º              | 1                  |
| 2005    | Coches           | Nissan           | 4.º              | 2                  |
| 2006    | Coches           | Volkswagen       | 2.º              | 1                  |
| 2007    | Coches           | Volkswagen       | 11.º             | 4                  |
| 2008    | Evento cancelado | Evento cancelado | Evento cancelado | Evento cancelado   |
| 2009    | Coches           | Volkswagen       | 1.º              | 4                  |
| 2010    | Coches           | Volkswagen       | 7.º              | -                  |
| 2011    | Coches           | Volkswagen       | 2.º              | 1                  |
| 2012    | Coches           | Toyota           | 3.º              | -                  |
| 2013    | Coches           | Toyota           | 2.º              | -                  |
| 2014    | Coches           | Toyota           | 4.º              | 1                  |
| 2015    | Coches           | Toyota           | 2.º              | -                  |
| 2016    | Coches           | Toyota           | 3.º              | -                  |
| 2017    | Coches           | Toyota           | 5.º              | -                  |
| 2018    | Coches           | Toyota           | 3.º              | 1                  |
| 2019    | Coches           | Toyota           | 9.º              | -                  |
| 2020    | Coches           | Toyota           | 5.º              | 1                  |
| 2021    | Coches           | Toyota           | 8.º              | 1                  |
| 2022    | Coches           | Toyota           | 5.º              | 1                  |
| 2023    | Coches           | Toyota           | 4.º              | -                  |
| 2024    | Coches           | Toyota           | 7.º              | -                  |
| 2025    | Coches           | Toyota           | Ret.             | -                  |
| Fuente: |                  |                  |                  |                    |